# 1429

## Esdeveniments
Països Catalans
Resta del món
- Joana d'Arc allibera Orleans i intenta atacar París
- Concili a Tortosa per tractar el tema dels conversos

## Naixements
Països Catalans
Resta del món

## Necrològiques
Països Catalans
- 23 de juliol, Riudoms: Margarida de Prades, reina d'Aragó, València, Mallorca, Sardenya, Còrsega (nominal) i Sicília, última reina del casal català (n. 1387).[1]

Resta del món
- 22 de juny -Samarcanda (Uzbekistan): al-Kaixí, matemàtic i astrònom persa (n. 1380).[2]